# Polybotryoideae
Polybotryoideae, potporodica papratki, dio porodice Dryopteridaceae.
Pripada mu 8 rodova.

## Rodovi
1. Polybotrya Willd. (39 spp.)
2. Maxonia C. Chr. (1 sp.)
3. Cyclodium C. Presl (13 spp.)
4. ×Cyclobotrya Engels & Canestraro (0 sp.)
5. Olfersia Raddi (4 spp.)
6. Trichoneuron Ching (1 sp.)
7. Polystichopsis (J. Sm.) Holttum (7 spp.)
8. Stigmatopteris C. Chr. (26 spp.)